# بيتي هاي
بيتي هاي (بالإنجليزية: Betty Hay)‏ هي أحيائية أمريكية، ولدت في 2 أبريل 1927 في ملبورن في الولايات المتحدة، وتوفيت في 20 أغسطس 2007 في ويلند في الولايات المتحدة.